# Alfons III van Portugal
Alfons III (Coimbra, 5 mei 1210 – aldaar, 16 februari 1279) was koning van Portugal van 1247 tot 1279.

## Levensloop
Alfons was de tweede zoon van Alfons II van Portugal en diens vrouw Urraca van Castilië (1186-1220). Hij volgde zijn broer Sancho II van Portugal op. Alfons was geen kroonprins en verwachtte niet dat hij koning zou worden. Hij bracht veel tijd door in Frankrijk, waar hij in 1238 trouwde met Mathilde II van Boulogne, waardoor hij graaf van Boulogne werd.
Rond 1240 echter, ontstond een conflict tussen de kerk en Sancho II. De tante van Alfons, Blanca van Castilië(1188-1252), de vrouw van Lodewijk VIII van Frankrijk, zag hierin een kans om Portugal, van oudsher een bondgenoot van Engeland in de strijd tegen de Fransen, aan de kant van de Fransen te krijgen.
Onder haar invloed besloot paus Innocentius IV op het Concilie van Lyon in 1245 Alfons tot wettige vertegenwoordiger van Portugal te benoemen. Daarmee verzocht hij de facto Sancho van de troon te laten verwijderen.
Alfons besteeg in 1247 de troon. Hiertoe deed hij afstand van het graafschap van Boulogne en later liet hij zich van Mathilde scheiden. Mathilde zou na het baren van twee doodgeborenen niet meer voor nazaten kunnen zorgen.
Sancho werd verbannen naar Toledo, Castilië waar hij op 4 januari 1248 stierf.
Alfons wist het zuidelijke gedeelte van Portugal, de Algarve, op de Moren te veroveren en voltooide aldus, onder meer met de verovering van de stad Faro in 1249, de Portugese Reconquista. Het aangrenzende Castilië liet echter ook een oog op de Algarve vallen, waardoor Alfons zich tot een reeks oorlogen met Castilië gedwongen zag. Het conflict werd ten slotte bijgelegd met het huwelijk tussen Alfons en Beatrix de Guzman, een onwettig kind uit een relatie tussen Alfons X van Castilië en María de Guzman.
Omdat hij hertrouwde voordat hiertoe door de paus toestemming was gegeven werd hij voor korte tijd in de ban gedaan. In 1262 hief paus Urbanus VI de ban op. De koning probeerde de macht van de Kerk en van de paus in te dammen met het doel een einde te maken aan hun territoriale expansie. Dit zorgde opnieuw voor een conflict met de paus en tot een ban.
In 1256 maakte hij van Lissabon de hoofdstad (ten nadele van Coimbra). Verder creëerde hij de titel in 1249 Koning van de Algarve. De koningen van Portugal bleven deze titel voeren tot 1910.

## Ontwikkelingen onder Alfons III
Alfons besteedde vooral aandacht aan de belangen van de middenklasse, bestaande uit kooplieden en kleine grondbezitters. In 1254 riep hij in Leiria de eerste Cortes bijeen, een algemene vergadering van edelen, vertegenwoordigers van de steden (burgers), en geestelijkheid. In 1261 wist Alfons tijdens de Cortes van Coimbra zijn positie nog verder te verstevigen.
Hij maakte wetten om de macht van de feodale heersers in te perken, ten gunste van de boeren en de stedelingen. Alfons III stichtte steden, gaf het stadsrecht uit, en reorganiseerde en centraliseerde de overheidsadministratie.
In het zuiden van Portugal, dat hij veroverde op de Moren, werden nieuwe koloniën gesticht. De oorspronkelijke bevolking bestond voornamelijk uit Moslims en Joden, en handhaafde zich. Daarnaast werden de nieuwe nederzettingen bevolkt met Portugezen die voornamelijk uit de regio van Porto afkomstig waren.

## Nageslacht
Met Mathilde II van Boulogne:
- Robert (1239-1239)

Met Beatrix van Castilië (1242-1303):
- Branca (1259-1321)
- Fernando (1260-1262)
- Dionysius (1261-1325) later koning Dionysius van Portugal
- Alfonso (1263-1312)
- Sancha (1264-1302)
- Maria (1264-1304)
- Constance (1266-1271)
- Vicente (1268-1271)

Met Maria Peres de Enxara:
- Afonso Dinis (1260-1310)

Met andere vrouwen:
- Leonor Afonso (1250-1291)
- Gil Afonso (1250-1346)
- Fernando Afonso
- Rodrigo Afonso (1258-1272)
- Leonor Afonso (-1259)
- Urraca Afonso (1250-1281)
- Henrique Afonso

## Voorouders
| Voorouders van Alfons III van Portugal (1210-1279) | Voorouders van Alfons III van Portugal (1210-1279)                   | Voorouders van Alfons III van Portugal (1210-1279)                   | Voorouders van Alfons III van Portugal (1210-1279)                            | Voorouders van Alfons III van Portugal (1210-1279)                            |
| -------------------------------------------------- | -------------------------------------------------------------------- | -------------------------------------------------------------------- | ----------------------------------------------------------------------------- | ----------------------------------------------------------------------------- |
| Overgrootouders                                    | Alfons I van Portugal (1110-1185) ∞ Mathilde van Savoye (1121-1158)  | Ramon Berenguer IV (1113-1162) ∞ Petronella van Aragón (1135-1174)   | Sancho III van Castilië (1134-1158) ∞ 1180 Blanca van Navarra (ca.1133-1156)  | Hendrik II van Engeland (1133-1189) ∞ 1152 Eleonora van Aquitanië (1122-1204) |
| Grootouders                                        | Sancho I van Portugal (1154-1212) ∞ Dulce van Barcelona (1160-1198)  | Sancho I van Portugal (1154-1212) ∞ Dulce van Barcelona (1160-1198)  | Alfons VIII van Castilië (1155-1214) ∞ 1152 Eleonora van Engeland (1162-1214) | Alfons VIII van Castilië (1155-1214) ∞ 1152 Eleonora van Engeland (1162-1214) |
| Ouders                                             | Alfons II van Portugal (1185-1223) ∞ Urraca van Castilië (1186-1220) | Alfons II van Portugal (1185-1223) ∞ Urraca van Castilië (1186-1220) | Alfons II van Portugal (1185-1223) ∞ Urraca van Castilië (1186-1220)          | Alfons II van Portugal (1185-1223) ∞ Urraca van Castilië (1186-1220)          |